# C.G. Jung Institut Zürich
C. G. Jung Institut Zürich blev grundlagt i 1948 af psykologen Carl Gustav Jung. Instituttet er beliggende i Zürich-forstaden Küsnacht i Schweiz. Marie-Louise von Franz og Jolande Jacobi var også aktive ved etableringen af instituttet og arbejdede på instituttets i dets første år.
Instituttet beskæftiger sig med analytisk psykologi og psykoterapi og uddanner jungianske terapeuter.
C. G. Jung var leder af instituttet indtil sin død i 1961. Instituttets bibliotek indeholder en samling af 15.000 bøger og tidsskrifter om jungiansk psykologi.